# Carex capillaris
Carex capillaris es una especie de planta herbácea de la familia Cyperaceae.

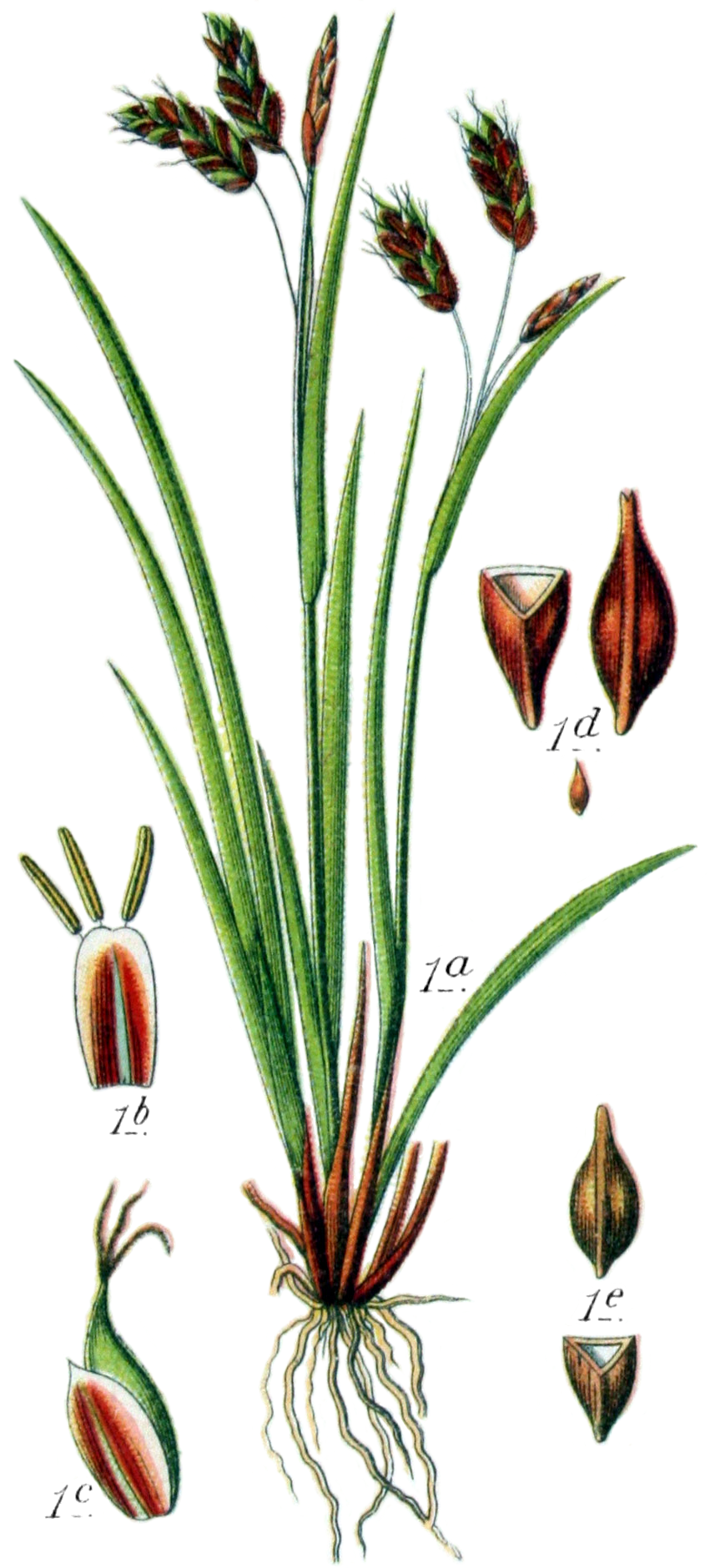
Ilustración

## Descripción
Es una planta cespitosa, con tallos fértiles de 2-10(20) cm de altura, lisos, trígonos. Hojas 0,3-1,1(2) mm de anchura, generalmente de menor longitud que los tallos, planas o canaliculadas, lisas o ásperas en los bordes, algo rígidas; lígula diminuta, de ápice redondeado; sin antelígula; vainas basales con limbo desarrollado, pardas, fibrosas. Bráctea inferior cortamente foliácea, de longitud igual o poco mayor que la inflorescencia, raramente algo menor, envainante. Espiga masculina solitaria, de 3-7 mm, linear; espigas femeninas 2-3, de 2-12 mm, con (1)4-8(13) flores, laxifloras, que se agrupan en la parte superior del tallo y superan a la masculina, con pedúnculos filiformes, 1-todas colgantes. Glumas masculinas obovadas, de subagudas a obtusas, pajizas, con ancho margen escarioso; glumas femeninas de anchamente ovales a suborbiculares, de ápice irregularmente redondeado, raramente con un diminuto mucrón, de menor longitud que los utrículos, de color pardo claro con ancho margen escarioso en la mitad superior. Utrículos 2-2,8(3) × 0,8-1 mm, suberectos, ovoides, trígonos, pardos, con solo 2 nervios prominentes, gradualmente atenuados en un pico de 0,6-0,8 mm, de ápice truncado y escarioso, liso o escabriúsculo. Aquenios 1,3-1,5(1,9) × 0,7-0,9 mm, de contorno oval, trígonos, verdosos o parduscos.

## Distribución y hábitat
Se encuentra en los prados húmedos y bordes de arroyos; a una altitud de 1500-3200 metros en Eurasia, Norteamérica y Norte de África (Gran Atlas). En la península ibérica habita en la cordillera Cantábrica, Pirineos, Sierra de la Demanda y Sierra Nevada.

## Taxonomía
Carex capillaris fue descrita por  Carlos Linneo y publicado en Species Plantarum 2: 977. 1753.
Citología
Número de cromosomas de Carex capillaris (Fam. Cyperaceae) y táxones infraespecíficos:  2n = 50, 54*, 55, 56*.
Etimología
Ver: Carex
capillaris; epíteto latino  que significa "como pelos". Les pedúnculos son finos como pelos.
Variedades
- Carex capillaris subsp. capillaris
- Carex capillaris subsp. fuscidula (V.I.Krecz. ex T.V.Egorova) Á.Löve & D.Löve

Sinonimia
- Carex plena Clairv.
- Loxotrema capillaris (L.) Raf.
- Trasus capillaris (L.) Gray[4][5]

subsp. capillaris
- Carex chlorostachys Steven
- Carex pendula Geners.
- Carex saskatschewana Boeckeler
- Carex tiogana D.W.Taylor & J.D.Mastrog.

subsp. fuscidula (V.I.Krecz. ex T.V.Egorova) Á.Löve & D.Löve
- Carex fuscidula V.I.Krecz. ex T.V.Egorova

## Nombre común
- Castellano: lartan capilar.[6]